# Potamogeton confervoides
Potamogeton confervoides är en nateväxtart som beskrevs av Heinrich Gottlieb Ludwig Reichenbach. Potamogeton confervoides ingår i släktet natar, och familjen nateväxter. Inga underarter finns listade.